# Elsie Naumburg
Elsie Margaret Binger Naumburg (7 juillet 1880 - 25 novembre 1953) est une ornithologue américaine.

## Biographie
Elsie Naumburg naît dans une famille juive de New York, fille de Frances (née Newgass) et de Gustav Binger. Elle étudie à l'Institut Sachs de l'université de Francfort et à l'université de Munich, et étudie avec Carl Edward Hellmayr pendant plusieurs années. À son retour aux États-Unis, elle rejoint le personnel du département des oiseaux du Musée américain d'histoire naturelle, sous la direction de Frank Chapman et se spécialise dans les oiseaux d'Amérique du Sud.
Le travail le plus important d'Elsie Naumburg porte sur les oiseaux du Mato Grosso, à partir des collections réalisées par George Kruck Cherrie au cours de l'expédition scientifique Roosevelt-Rondon menée par Theodore Roosevelt et Cândido Rondon. Elle emploie ensuite Emil Kaempfer pour collecter des oiseaux dans le sud-est du Brésil.

## Œuvres
- (en) The birds of Matto Grosso, Brazil. A report on the birds secured by the Roosevelt-Rondon expedition, 1930.
- (en) « Gazetteer and Maps Showing Collecting Stations Visited by Emil Kaempfer in Eastern Brazil and Paraguay », Bulletin of the American Museum of Natural History, vol. 68, no 6,‎ 1935, p. 449-469.
- (en) « Studies of Birds from Eastern Brazil and Paraguay, Based on a Collection Made by Emil Kaempfer », Bulletin of the American Museum of Natural History, vol. 74, no 3,‎ 1937, p. 139-205.
- (en) « Studies of Birds from Eastern Brazil and Paraguay, Based on a Collection Made by Emil Kaempfer (Concluding part of the study of the Formicariidae) », Bulletin of the American Museum of Natural History, vol. 76, no 6,‎ 1939, p. 231-276.